# 间停呼吸
间停呼吸，亦称比奥呼吸（英語：Biot's respiration），是一种以潮气量变异、随机性呼吸暂停及节律完全紊乱为特征的异常呼吸模式。这一现象由法国医师卡米耶·比奥（英語：Camille Biot）于1876年首次系统描述。此呼吸异常主要因延髓及脑桥损伤引发，常见病因包括创伤、卒中、阿片类药物过量以及因小脑幕裂孔疝或天幕疝导致的颅内压增高，亦常与脑膜炎相关。在临床实践中，比奥呼吸易与陈-施呼吸（又称潮式呼吸）混淆，部分原因可能源于两者均由同一学者描述且呼吸模式较为相似。
19世纪末期，卡米耶·比奥医师在里昂主宫医院通过对陈-施呼吸病人的系列研究首次系统阐述了间停呼吸的独特性。

## 病因

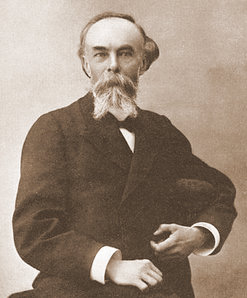
卡米耶·比奥医生，间停呼吸的提出者

共济失调性呼吸主要由卒中或创伤所致延髓（脑干呼吸中枢）损伤引发，通常提示预后不良，并可能快速进展为完全性呼吸暂停。

## 诊断与处置
医疗护理水平的进步可能掩盖了间停呼吸的表现，病人可能在表现为间停呼吸前已经接受气管插管并接受机械通气处理，也往往会在被确诊后立即插管并进行机械通气。

多种呼吸异常的模式